# Carl Wilhelm Roikjer
Carl Wilhelm Roikjer (7. marts 1842 i København – 31. marts 1902 i Malmö) var en dansk fotograf, der primært var virksom i Sverige.
Roikjer blev som ung sat i boghandlerlære, men opgav denne livsbane og etablerede sig i stedet som fotograf i Helsingør i 1862. I 1870 tog han til Sverige, hvor han nedsatte sig som fotograf i Göteborg, dernæst i Vänersborg og Halmstad. 1878 slog han sig ned i Malmö, hvor han overtog Hilda Sjölins atelier på Västergatan, som han senere (1886) flyttede til Södergatan 18. 1888 blev han udnævnt til kongelig svensk-norsk hoffotograf og overdrog i 1896 forretningen til sin søn, Victor Roikjer, og flyttede til sit otium i Limhamn. Roikjer var gift med Camilla, født Kirshoff, som efter mandens død 1902 indtil 1909 fortsatte atelieret under navnet Atelier Favorit.
Han var afholdt blandt sine fagfæller i både Danmark og Sverige, og da Svenska Fotografernas Förbund blev stiftet var Roikjer et selvskreven medlem af bestyrelsen, som han var medlem af indtil 1898. Han var desuden medlem af juryen ved Stockholmsudstillningen 1897.
Carl Wilhelm Roikjer regnes blandt de væsentligste malmøfotografer, idet han har frembragt den mest righoldige dokumentation for byens udseende i anden halvdel af 1800-tallet.
Hans livsværk – omkring 1.500 glaspladenegativer – findes nu i Malmö Museums fotohistoriske samlinger takket være Malmö Fornminnesförening, som købte billederne og forærede dem til museet.